# 梁又仟
梁又仟（Crystal Leung，1980年8月13日—），前名：梁寶琪，香港藝人及廣告模特兒，2003年畢業於香港大學翻譯及地理學系學士。曾參與MV及劇集演出。2002年簽約成為Stareast， Workshop旗下模特兒。2003年Stareast Workshop將旗下三名模特兒組成青春女子組合「3G」（成員包括Crystal梁寶琪、雷凱欣與Rie呂盈盈）與英皇3T同期。首張出道EP《我要造勢》Stareast Workshop交由滾石唱片公司發行，適逢2003年是滾石唱片慶祝成立十周年，在一酒店舉行盛大晚宴，3G亦獲邀出席。同場尚有國際級歌手包括朴志胤、杜德偉、伍伯與任賢齊等等。
梁又仟最為人熟悉的是在2004年起為邦民日本財務擔任代言人，因而被稱為「邦民女」（為第一代邦民女）與Sylvia Ma（馬德思）齊名。天文台「留意熱帶氣旋警告」宣傳短片更是家傳戶曉，近年多為不同品牌及電視台擔任主持工作。
2005年梁又仟入稟高等法院，控告被告人漢星藝人事務所有限公司指其經理人公司違約，沒有盡力替她宣傳，故要求法庭聲明終止雙方的合約，回復自由身，可自由接洽有關模特兒工作，並要求對方賠償。 此外，要求法庭聲明該公司無權管有其照片版權，並就被告公司曾向外聲稱擁有她在多份報章雜誌照片及廣告版權，要求賠償。
2012年加盟香港電視並拍攝劇集《警界線》，在劇中以轉以短髮形象嘗試飾演一名雙槍女賊。梁亦有參演另外的香港電視劇集《開腦儆探》、《夜班》等。

## 演出作品

### 唱片
- 2003年 : 2003-03-01發行《3G 我要造勢（EP）》

### 廣告
- 2003年 : 電視廣告 南豐將軍澳廣場樓盤
- 2003年 : 電視廣告 壽桃牌鮑魚麵
- 2003年 : 平面廣告 Perfect Stage化粧 Print Ad.
- 2003年 : 電視廣告 香港特別行政區政府天文台 「留意熱帶氣旋警告」宣傳短片 [7]
- 2003年 : 電視廣告 強生 AcuvueAdvance 隱形眼鏡
- 2003年 : 平面廣告 雀巢咖啡 Print Ad.
- 2003年 : 平面廣告 黑人牙膏 Crest牙膏 Print Ad.（內地）
- 2003年 : 平面廣告 Times Square Print Ad
- 2003年 : 電視廣告 麥當勞
- 2003年 : 電視廣告 中華電力
- 2004年 : 電視廣告 邦民日本財務 [8]
- 2004年 : 電視廣告 香港特別行政區政府政制事務局「912立法會選舉」宣傳短片
- 2004年 : 電視廣告 香港特別行政區政府懲教署「支持更生」宣傳短片
- 2004年 : 電視廣告 香港特別行政區政府稅務局「網上報稅」宣傳短片

### MTV 音樂錄像帶女主角
- 2003年 : 阿牛（陳慶祥）《開心又過一日，唔開心又過一日》音樂錄像帶女主角
- 2004年 : Shine《杜凱詠》音樂錄像帶女主角
- 2006年 : 側田《美麗之最》音樂錄像帶女主角
- 2016年 : 楊奇煜 《要去哪裡》音樂錄像帶女主角
- 2017年 : 海鳴威《分開以後》音樂錄像帶女主角

### 節目主持
- 2006年 : 電視、網上視像節目香港賽馬會《森巴足球全面睇》
- 2006年 : 香港有線電視娛樂台《活得很滋味》泰國旅遊特輯
- 2006年 : nowTV寬頻電視《now互動教室》
- 2006年 : RTHK 香港電台《活在邊緣》（青春殘酷物語）
- 2013年 : Unwire.hk 網上視像節目 - 數碼天使 [9]

### 電視劇（香港電台）
| 播映年份 | 節目名稱                               | 角色  | 備註 |
| -------- | -------------------------------------- | ----- | ---- |
| 2008年   | 《活在邊緣2008》（單元：青春殘酷物語） | Angel |      |
| 2016年   | 《快樂有時》                           |       |      |
| 2016年   | 《獅子山下2016》（單元：夜的）         | 阿妙  |      |
| 2019年   | 《義想天開》（單元：另路選擇）         | 阿敏  |      |

### 電視劇（香港電視）
| 播映年份 | 節目名稱           | 角色               | 備註       |
| -------- | ------------------ | ------------------ | ---------- |
| 2014年   | 《警界線》         | 許樂莎（沙律）     | 第四女主角 |
| 2015年   | 《童話戀曲201314》 | Nancy              | 客串       |
| 2015年   | 《還來得及再愛你》 | 靜                 | 客串       |
| 2015年   | 《末日+5》         | 小燕子             | 客串       |
| 2015年   | 《惡毒老人同盟》   | Angel              | 女配角     |
| 2015年   | 《四年B班》        | 林詩玲（Miss Lam） | 第二女主角 |
| 2015年   | 《夜班》           | 馮嘉華（阿花）     | 第三女主角 |
| 2015年   | 《開腦儆探》       | 利時珍（Josie）    | 女配角     |

### 電視劇（ViuTV）
| 播映年份 | 節目名稱       | 角色   | 備註 |
| -------- | -------------- | ------ | ---- |
| 2022年   | 《冥冥之中》   | 馮晴晴 |      |
| 2022年   | 《心靈師》     | 湯婉媚 |      |
| 2023年   | 《極度俏郎君》 | 小玉   |      |

## 外部連結
- 梁又仟的Facebook專頁
- 梁又仟的Instagram帳戶
- 梁又仟的新浪微博
- 梁寶琪的電視廣告[永久]